# Eristalinus tabanoides
Eristalinus tabanoides là một loài ruồi trong họ Ruồi giả ong (Syrphidae). Loài này được Jaennicke mô tả khoa học đầu tiên năm 1867. Eristalinus tabanoides phân bố ở vùng Châu Phi